# Castoria
Castoria angustidens (Winge, 1887) è un roditore della famiglia dei Cricetidi, unica specie del genere Castoria (Pardiñas, Geise, Ventura & Lessa, 2016), diffuso in America meridionale.

## Descrizione

### Dimensioni
Roditore di piccole dimensioni, con la lunghezza della testa e del corpo tra 85 e 105 mm, la lunghezza della coda tra 70 e 85 mm, la lunghezza del piede tra 23 e 25 mm e la lunghezza delle orecchie tra 17 e 18 mm.

### Caratteristiche craniche e dentarie
Il cranio è relativamente largo ed appiattito, con un rostro appuntito e la scatola cranica arrotondata. Le arcate zigomatiche sono sottili, mentre i fori incisivi sono lunghi. La bolla timpanica è piccola e a forma di fiaschetta. Gli incisivi superiori sono opistodonti, ovvero con le punte rivolte verso l'interno e sono di color giallo-arancione. I molari sono stretti e lunghi.
Sono caratterizzati dalla seguente formula dentaria:

### Aspetto
La pelliccia è densa e soffice. Le parti superiori variano dal giallastro scuro al bruno-arancione, mentre le parti ventrali sono più giallo-brunastre, con la base dei peli grigia. Gli occhi sono piccoli. Le vibrisse sul muso sono corte, le orecchie sono di dimensioni normali, rotonde e coperte interamente di piccoli peli brunastri. Le zampe sono ricoperte di corti peli con la punta bianca. Gli artigli sono poco sviluppati, mentre la pianta dei piedi è priva di peli, colorata e fornita di sei cuscinetti. La coda è leggermente più corta della testa e del corpo, è uniformemente marrone scura e ricoperta di scaglie, ognuna munita di 3 singoli peli. É presente la cistifellea.

## Biologia

### Comportamento
È una specie terricola.

## Distribuzione e habitat
Questa specie è diffusa nel Brasile sud-orientale e nell'Argentina nord-orientale.
Vive nelle foreste montane umide sopra gli 800 m di altitudine.

## Conservazione
La IUCN Red List, considerato il vasto areale, la popolazione presumibilmente comune e la presenza in diverse aree protette, classifica C.angustidens come specie a rischio minimo (Least Concern).